# You (canção de Ayumi Hamasaki)
You (YOU; Você) é o segundo single da cantora Japonesa Ayumi Hamasaki. O Single foi lançado em 10 de Junho de 1998.

## Lista de músicas
1. You (YOU; Você) — 4:46

- - Foi usada no comercial da empresa CIBA Vision e também, usada como tema de encerramento do programa ASAYAN.

1. You (Versão Acústica)
2. You (instrumental)

## Relançamento
O single foi relançado em 28 de fevereiro de 2001, apresentando quatro músicas novas.

### Lista de músicas
1. You — 4:46
2. You (Versão Acústica)
3. Wishing (Desejando; taku's Chemistry mix)
4. You (Masters of Funk R&B remix)
5. You (Orienta-Rhythm club mix)
6. You (Dub's Uplifting mix)
7. You (Instrumental)

## Apresentações ao vivo
- 16 de Junho de 1998 - Utaban - "You"
- 19 de Junho de 1998 - Music Station - "You"
- 20 de Junho de 1998 - PopJam - "You"
- 25 de Dezembro de 1998 - Music Station Super Live - "Depend On You" e "You"

## Oricon & Vendas
Oricon Sales Chart (Japão)
| Lançamento        | Parada                | Posição topo | Primeira semana de vendas | Total  | Tempo nas paradas |
| ----------------- | --------------------- | ------------ | ------------------------- | ------ | ----------------- |
| 10 de Junho, 1998 | Oricon Parada Semanal | 20           | ?                         | 78,260 | 4 (semanas)       |